# Hahnia sibirica
Hahnia sibirica är en spindelart som beskrevs av Marusik, Hippa och Koponen 1996. Hahnia sibirica ingår i släktet Hahnia och familjen panflöjtsspindlar. Inga underarter finns listade i Catalogue of Life.